# Dingtuna kyrka
Dingtuna kyrka är en kyrkobyggnad i Dingtuna i Västerås stift, församlingskyrka i Dingtuna-Lillhärads församling i Västerås stift.
Kyrkan byggdes på 1300-talet och ersatte då en tvåhundra år äldre kyrka som tidigare stått på samma plats. Redan från början var kyrkan ovanligt stor och tillhör än i dag de största. Dess yttre utseende är dock i stor utsträckning präglad av en förändring 1842, då bland annat tornet efter ritningar av Johan Fredrik Åbom fick sin nuvarande form. I de östra delarna av kyrkan finns relativt välbevarade kalkmålningar från 1470-talet, målade av Albertus Pictor. Det finns också ett bevarat altarskåp från samma århundrade.
Intill kyrkan finns två av tidigare fyra kyrkstallar, en tidigare klockarstuga från 1700-talet och en alltjämt använd kyrkskola, vars huvudbyggnad är från slutet av 1800-talet. Nuvarande prästgård, som används som församlingshem är byggt 1948 och ligger söder om kyrkogården. En äldre prästgård från 1700-talet finns längre söderut.

## Kyrkobyggnaden
Det stora långhuset har formen av en salkyrka med sakristia i nordost och ett torn, krönt med en åttakantig lanternin, i väst. De vitputsade murarna består framförallt av natursten, även om tegel förekommer i bland annat övre delen av tornet. I hörnen finns strävpelare som är krönta med små kors. Portar finns på tornets västsida och långhusets södra sida. Det enskeppiga långhuset täcks av två ovanligt stora stjärnvalv med bevarade 1400-talsmålningar i det östra. I koret finns ett stort fönster med glasmålningar, omgiven av en altaruppsats. I väst finns en orgelläktare, med barriär ritad av Erik Hahr, som också ligger bakom de öppna bänkarna.

## Historia

### Medeltid och 1500-tal
Det finns spekulationer om att den första kyrkan i Dingtuna var en träkyrka, eventuellt uppförd på 1000-talet eller i början av 1100-talet intill det dåvarande tingsstället. Bland annat har man hittat förkolnat virke som har tolkats härröra från en sådan byggnad. Mer säkra belägg har arkeologer hittat för en stenkyrka uppförd senare under 1100-talet. Den ska ha haft en romansk form och kor med absid. Kyrkan ska också ha haft både ett vapenhus och en annan utbyggnad som kan ha fungerat som helgonkapell, eventuellt åt Olof den helige, som kyrkan var helgad åt vid sidan av Jungfru Maria. Båda dessa byggnader har troligtvis tillkommit senare än själva kyrkobyggnaden. Koret var något bredare än långhuset, och det skulle kunna tala för att de inte är byggda samtidigt. Eventuellt skulle koret kunna härstamma från en äldre kyrka, med långhus byggt i trä. I samband med en undersökning på 1960-talet spekulerade man i att det från början funnits en kastal intill kyrkan, men det saknas belägg för det.
Någon gång under 1300-talet revs troligtvis den äldre kyrkan och ersattes av en större salskyrka i gotisk stil. Det stora långhuset hade redan från början sin nuvarande storlek. Kyrkan hade spånklätt sadeltak och över kyrkorummet var ett tunnvalv i trä, som det fortfarande finns en rest av i form av en avhuggen stång som sitter i ett hål på östra väggen. Det fanns också en ursprunglig sakristia, troligtvis byggd samtidigt som salskyrkan, men den kan ha varit äldre. Sakristian fick senare en läktare med öppning mot koret, en så kallad gapskulle.
Omkring 1475 uppförde man två ovanligt stora stjärnvalv i tegel över kyrkorummet som bars upp av knippepelare. Runt ytterväggarna murades sex strävpelare, varav de fyra i hörnen kröntes med små torn. Strax efteråt målade Albertus Pictor valven och väggarna. Under 1560- och 1570-talet byggde man ett torn i väst, med en höjd av 64 meter upp till toppen. Kung Johan III ska ha bidragit med 300 daler till tornet.

### Senare förändringar
Under 1600- och 1700-talet skedde flera förändringar av kyrkan samtidigt som man reparerade och underhöll de gamla murarna. Bland annat satt man upp en predikstol, gjorde ett nytt altare och kalkade över valvens och väggarnas kalkmålningar på 1640-talet.
Från och med 1684 började Dingtuna fungera som prebende åt biskoparna i Västerås stift. Det innebar att biskopen var församlingens egentliga kyrkoherde och hade rätt till inkomster härifrån. Prebendet behölls ända fram till 1872. Därför är de båda biskoparna Eric Waller och Gustaf Murray begravda på kyrkogården.
Trots underhållet förföll kyrkan, och det berättas att problemen med fukt var så stora att bönderna kunde använda murarna som barometer. Om de var fuktiga betydde det att regn var på väg.
1735 rasade det västra valvet, och behövde återuppföras. Därmed försvann alla de överkalkade målningar från 1400-talet som fanns där. Under de följande åren rev och ersatte man också sakristian med en ny, dubbelt så stor. En ny orgel med elva stämmor installerades och den alltjämt befintliga altaruppsatsen byggdes, och fick ersätta det medeltida altarskåpet. Kyrkan reparerades även utvändigt och tornspiran fick tupp och kors.
Sedan ett blixtnedslag i tornet 1808 hade tornet blivit instabilt och fick provisoriskt avkortas. Det dröjde dock ända till 1842 innan tornet fick sin nuvarande avslutning, betydligt kortare än tidigare och försedd med en åttakantig lanternin. Vid samma renovering byggdes långhusets murar på med 1,2 meter, och det enkla sadeltaket byttes ut mot ett mansardtak. Även det medeltida vapenhuset revs. Virkesdelarna från 1300-talskyrkans taklag återanvändes vid ombyggnaden. Delarna har kapats och passats in i taklaget från 1800-talets ombyggnad.  Fornforskaren Richard Dybeck kallade förnyelsen för ”den fullkomligaste smaklöshet”.
Nästa stora restaurering skedde 1898, efter ritningar av Erik Hahr, som själv kom från Dingtuna. Byggmästarkontrakt uppgjordes 4 november 1897 med Anders Svensson i Köping. Kyrkorummet pryddes med nya bänkar, ny orgelläktare och orgelfasad, liksom nytt altare och nytt golv lades in av både trä och plansten, nya dörrar, nya fönster, två brandfria valv för kyrkoarkivet och en plats för en ny värmelednings utrustning för kyrkan. Samtidigt skrapade man fram de medeltida målningarna i det östra valvet. I det västra, där målningarna försvunnit, målade man nya. Väggarna fick stenblocksimitationer.
Arkitekt Per Bohlin låg bakom nästa renovering som skedde 1968 på grund av höga fukthalter i kyrkan. Golven revs ut och under göt man en betongplatta. En stor del av målningarna från 1800-talet kalkades över. Det enda som bevarades var dekoren på valvribborna och i korfönstret. Samtidigt restaurerades de medeltida målningarna.

## Kalkmålningar
Ett av kyrkans främsta kännetecken är målningarna som gjordes av Albertus Pictor, troligtvis på 1470-talet. Det är inte känt hur stor del av kyrkan som från början var målad, men det finns bevarade målningar i det östliga valvet, i triumfbågen och bakom predikstolen. De började synas här och var på 1800-talet där putsen lossnat och riksantikvarie Hans Hildebrand blev kontaktad av kyrkoherden. Han kom själv till kyrkan och undersökte målningspartier som kommit fram. På hans inrådan togs målningarna fram i samband med Erik Hahrs renovering 1898. Som vanligt vid tiden restaurerades målningarna ganska hårt, med ifyllningar och retuscheringar, men med tanke på att målningarna hade bevarats ganska väl blev restaureringen ändå relativt lindrig. Än i dag lyser bilderna i en ovanligt klar färgprakt.
Det östra valvet har målningar med stor personrikedom och humor, bland annat inspirerad av träsnitt ur Biblia pauperum. Kyrkan var helgad åt Jungfru Maria och Olof den helige och därför utgör de två också centrala motiv i målningarna. Scener från Marias liv upptar den norra delen av valvet, bland annat hennes kröning och död. Den södra delen av valvet är istället ägnad åt Olof, som visar hans seglats genom bergen. Bland övriga motiv finns bland annat David som just besegrat Goljat och motiv från Simsons liv. I triumfbågen finns Jesse stamträd där 24 kungar och profeter avbildas.
Vid kyrkans restaurering 1968 hittades bilden bakom predikstolen. Till skillnad från de andra målningarna i kyrkan blev denna alltså inte påverkade av 1890-talets restaurering. Den är skadad och endast fragmentarisk, med den övre delen är bevarad och föreställer ärkeängeln Mikael med höjt svärd.

## Inventarier
- Dopfunten i kalksten har en medeltida fot från 1300-talet.[11]  Skålen tillverkades 1971 av konstnär Lajos Büki.[4]
- I kyrkan finns en träskulptur föreställande heliga Birgitta med en bok i handen. Den är daterad till andra halvan av 1400-talet och är tillverkad i Mälardalen.[12]
- Ett bevarat altarskåp är från 1400-talet och har en kalvariegrupp med den korsfäste Jesus och apostlarna. Flera figurer saknas, bland annat Maria och Johannes som stått intill Kristus.[13] Sedan altarskåpet blivit ersatt av den nuvarande altaruppsatsen hamnade den i en materialbod och blev där svårt skadad. Sedan dess har det blivit renoverat och står numera i sakristian.[14]
- Altaruppsatsen är från 1750 och domineras av en förgylld ängel med kors, tillverkad i en tidig rokokostil. Ovanför fönstret finns en triangel med Gud i hebreisk skrift. Fönstret, liksom altarbordet och altarskranket är från renoveringen 1898.[1]
- I långhuset hänger ett krucifix från mitten av 1600-talet i tidig barockstil.[15]
- Nuvarande predikstol i gustaviansk stil[4] är från 1788, byggd av en Morakarl, och ersatte en äldre predikstol från 1646.[1]
- I tornet hänger två kyrkklockor som båda blev omgjutna 1898. Den tyngsta väger 1 610 kg och har inskriptionen: ”Jag manar till heliga fester härligt med lockande ljud: kommen till kyrkan I gäster klädda i helgdags skrud. Skaparens ära jag sjunger kraftigt med tunga af malm, stäm då med lefvande tunga in i min festliga psalm.” Den mindre klockan väger 815 kg och har inskriften: ”Öfver verldens larm och strid, ljud min malm af himmelsk frid, sjung i sorgen, sjung i fröjden: ’Ära vare Gud i höjden.’”[4]

### Orgel
- Hade tidigare ett litet positiv som såldes.
- 1759 byggde Jonas Gren och Petter Stråhle, Stockholm en orgel med 11 stämmor, manual och bihängd pedal.

| Manual                       | Pedal   |
| Gedackt 8'                   | Bihängd |
| Qvintadena 8'                |         |
| Principal 4'                 |         |
| Rörflöjt 4' B                |         |
| Kortflöjt 4' D               |         |
| Qvinta 3'                    |         |
| Oktava 2'                    |         |
| Scharf 3                     |         |
| Cornettin 2'                 |         |
| Trumpet 8' (halverad stämma) |         |
| Trumpet 4' B                 |         |
| Vox virginea                 |         |

- 1898 byggde E. A. Setterquist & Son, Örebro en orgel med 13 stämmor. Fasaden var i barockstil och ritades 1898 av Erik Hahr. Avsyning skedde lördag 19 november 1898 av musikdirektör Carl Johan Bolander (1854-1903), Västerås. Ett nytt rörpneumatiskt system installerades framtaget av tyske Fredrik Johnsén i Flensburg som själv var med och översåg installationen. Detta patent blev inköpt av firman. Intonationen gjordes av Gustav Setterquist personligen. Spelstolen tillverkad av firmans mångårige (kom till firman 1874) verkmästare Alfred Österdahl.[17] Så denna orgel kan mycket väl vara den första som detta pneumatiska system blev installerat på.
- Den nuvarande orgeln byggdes 1978 av Olof Hammarberg, Göteborg. Orgeln har 20 orgelstämmor. Fasaden är från 1898 års orgel.[15]

| Huvudverk I         | Svällverk II      | Pedal       | Koppel |
| Principal 8´        | Rörflöjt 8´       | Subbas 16´  | I/P    |
| Gedakt 8´           | Salicional 8´     | Borduna 8´  | II/P   |
| Oktava 4´           | Prestant 4´       | Flöjtbas 4´ | II/I   |
| Flûte octaviante 4' | Koppelflöjt 4'    | Fagott 16'  |        |
| Oktava 2'           | Nasard 2 2/3'     |             |        |
| Mixtur IV           | Waldflöjt 2'      |             |        |
| Trumpet 8'          | Ters 1 3/5'       |             |        |
|                     | Scharf III        |             |        |
|                     | Obo e 8'          |             |        |
|                     | Tremulant         |             |        |
|                     | Crescendosvällare |             |        |

## Galleri

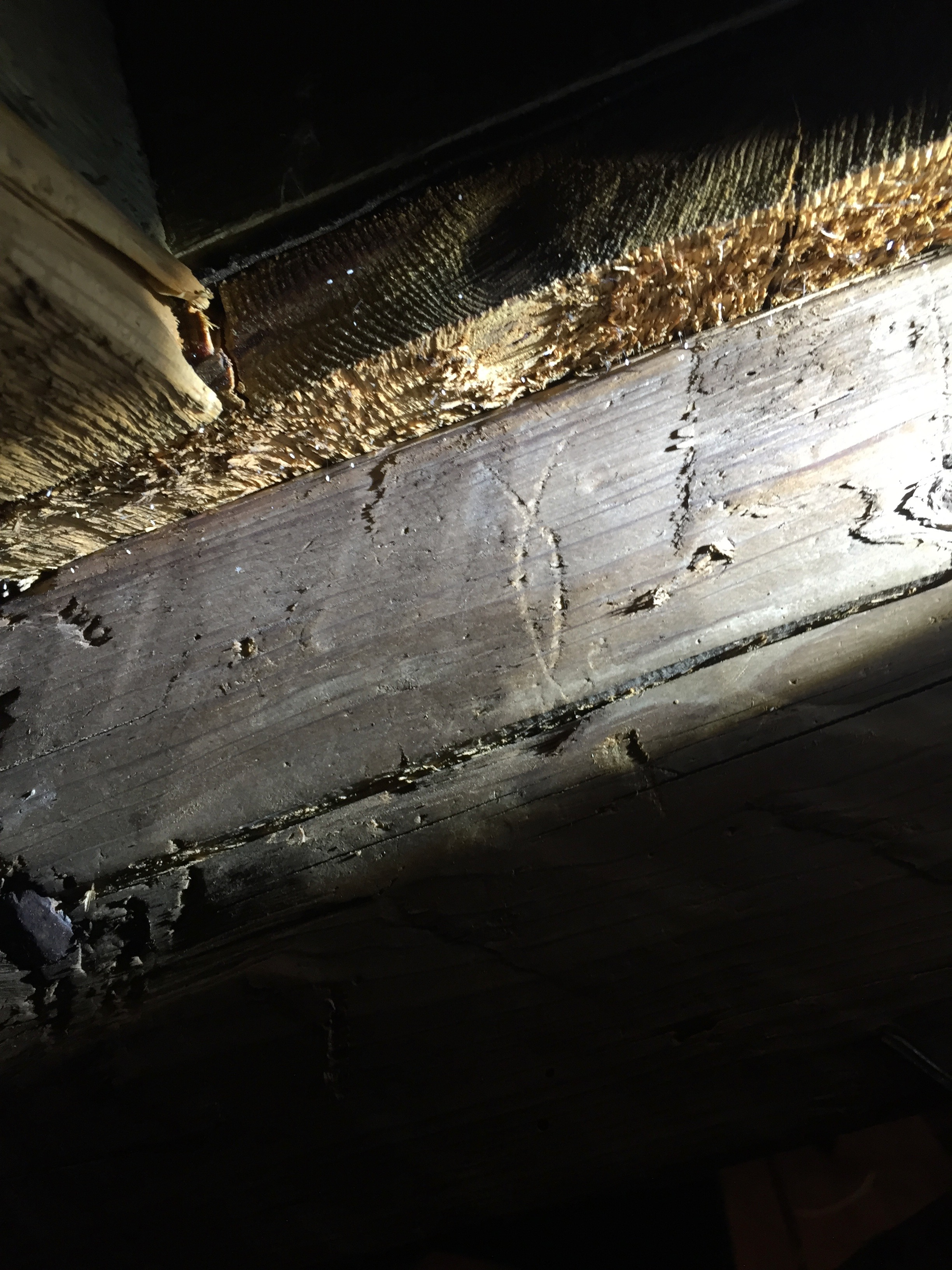
Ristning i en medeltida del av kyrkans taklagskonstruktion